# 事情聴取
事情聴取（じじょうちょうしゅ）とは、ある事件・出来事について、人から事情や状況を聞き取ること。取り調べとも。条文では「取り調べ」という用語を使っており、「事情聴取」という言葉は用いていない。
事情聴取の対象となる人物は被疑者と参考人である。警察や検察などの捜査機関は、対象人物に任意に出頭を求めたり、逮捕・勾留された被疑者を取り調べることができる（刑事訴訟法198条1項）。被疑者の場合、逮捕・勾留されておらず事情聴取が任意のものであっても、これを拒み続けていると証拠隠滅や逃亡のおそれがあるとして逮捕されることがある。被疑者に対しては犯罪の認否・動機・方法・経緯・関与などについて取り調べが行われ、犯罪の立証に有効な供述がある場合には供述が記録され調書が作成される。一方で参考人は事件の被害者・目撃者・専門家などが該当し、被疑者の場合と同じく、犯罪の立証に有効な供述がある場合には調書が作成される。
テレビドラマで刑事が脅して証言を採るシーンがあるが実際は自白の強要とされ発覚した場合は無効になる。